# Sam Malinski
Sam Malinski, född 27 juli 1998, är en amerikansk professionell ishockeyback som spelar för Colorado Avalanche i National Hockey League (NHL). Han har tidigare spelat för Cornell Big Red i ECAC där han var lagkapten.
Malinski blev aldrig NHL-draftad.

## Statistik

### Klubbkarriär
| 2014–15    | Lakeville South High     | USHS-MN    | 24 | 0  | 0  | 0  | 14 | 2 | 0 | 2 | 2 | 0 |
| 2015–16    | Lakeville South High     | USHS-MN    | 25 | 4  | 18 | 22 | 8  | 2 | 0 | 0 | 0 | 2 |
| 2016–17    | Lakeville South High     | USHS-MN    | 24 | 5  | 22 | 27 | 16 | 3 | 1 | 2 | 3 | 0 |
| 2017–18    | Cedar Rapids RoughRiders | USHL       | 19 | 2  | 1  | 3  | 4  | — | — | — | — | — |
| 2017–18    | Bismarck Bobcats         | NAHL       | 28 | 1  | 9  | 10 | 8  | — | — | — | — | — |
| 2018–19    | Bismarck Bobcats         | NAHL       | 59 | 14 | 31 | 45 | 24 | 3 | 0 | 0 | 0 | 2 |
| 2019–20    | Cornell University       | ECAC       | 25 | 4  | 12 | 16 | 12 | — | — | — | — | — |
| 2021–22    | Cornell University       | ECAC       | 32 | 5  | 18 | 23 | 26 | — | — | — | — | — |
| 2022–23    | Cornell University       | ECAC       | 34 | 8  | 18 | 26 | 29 | — | — | — | — | — |
| 2022–23    | Colorado Eagles          | AHL        | 7  | 3  | 2  | 5  | 0  | 7 | 0 | 5 | 5 | 2 |
| 2023–24    | Colorado Eagles          | AHL        | 46 | 5  | 22 | 27 | 20 | 3 | 0 | 2 | 2 | 0 |
| 2023–24    | Colorado Avalanche       | NHL        | 23 | 3  | 7  | 10 | 6  | — | — | — | — | — |
| 2024–25    | Colorado Avalanche       | NHL        | 76 | 5  | 10 | 15 | 16 | 5 | 0 | 1 | 1 | 4 |
| NHL totalt | NHL totalt               | NHL totalt | 99 | 8  | 17 | 25 | 22 | 5 | 0 | 1 | 1 | 4 |